# Stor tornbagge
Stor tornbagge (Mordella huetheri) är en skalbaggsart som beskrevs av Karl Friedrich Ermisch 1956. Stor tornbagge ingår i släktet Mordella, och familjen tornbaggar. Arten är reproducerande i Sverige.